# Le Canada français
Cet article possède un paronyme, voir Canada français.
Ne doit pas être confondu avec Canadiens français ou Canadiens francophones.
Le Canada français est un journal hebdomadaire publié à Saint-Jean-sur-Richelieu, au Québec (Canada). C'est le deuxième plus vieux journal francophone toujours publié en Amérique du Nord, après Le Courrier de Saint-Hyacinthe.

## Histoire
Ce journal a d'abord pour titre Le Franco-Canadien, publié depuis le 1er juin 1860. Un de ses fondateurs est Félix Gabriel Marchand, futur premier ministre du Québec. Le Franco-Canadien est un organe du parti libéral, qui traite des nouvelles régionales des comtés de Saint-Jean, Iberville et Napierville. Il paraît deux, puis trois fois par semaine, mais devient hebdomadaire à compter de 1883. En 1893, à la suite de difficultés financières, un groupe conservateur acquiert la publication. Il y a mésentente quant aux droits sur le titre. Marchand publie alors un journal concurrent sous un titre similaire, Le Canada Français, le 6 juillet 1893. En 1895, Marchand se voit reconnaître les droits sur le titre initial. Les deux publications fusionnent en conservant les deux noms Le Canada Français et Le Franco-Canadien. En 1937, le journal n'indique plus d'allégeance politique en page couverture, il se définit comme un hebdomadaire dévoué aux intérêts de sa région. En 1964, il conserve seulement le nom Le Canada Français,,.
En 1972 et 1973, le journal tente sans succès d'implanter une édition à Longueuil. En 1977, les propriétaires achètent un journal concurrent, Le Richelieu (lié à l'origine au diocèse catholique), qui deviendra Le Richelieu agricole, orienté vers l'agroalimentaire. Les changements technologiques s'amorcent avec la composition électronique en 1977-78, puis l'informatisation gagne la salle de rédaction en 1984. En avril 1988, un incendie détruit les locaux du journal et une grande partie de ses archives. Le journal continue tout de même de paraître et emménage dans des locaux neufs à la même adresse, au 84 rue Richelieu dans le Vieux Saint-Jean. Depuis avril 2000, le journal offre une version électronique de son contenu. Le journal fait partie depuis 2011 du groupe média Transcontinental.
La version papier de l'hebdomadaire paraît encore en 2021. En tenant compte du Franco-Canadien dont il est issu, ceci fait du Canada Français le deuxième plus ancien journal francophone toujours publié en Amérique du Nord, après Le Courrier de Saint-Hyacinthe,. 
Bibliothèque et archives nationales du Québec donne accès en ligne au texte numérisé intégral des exemplaires du journal, de 1860 (pour Le Franco-Canadien) à 1958 (pour le Canada-Français),.

### Archives
- Le Canada Français, contenu numérisé 1893-1958 (collection numérique, Bibliothèque et Archives nationales du Québec, permalien consulté le 28 mars 2017)
- Le Franco-Canadien, contenu numérisé 1860-1895 (collection numérique, Bibliothèque et Archives nationales du Québec, permalien consulté le 28 mars 2017)